# Führerbau

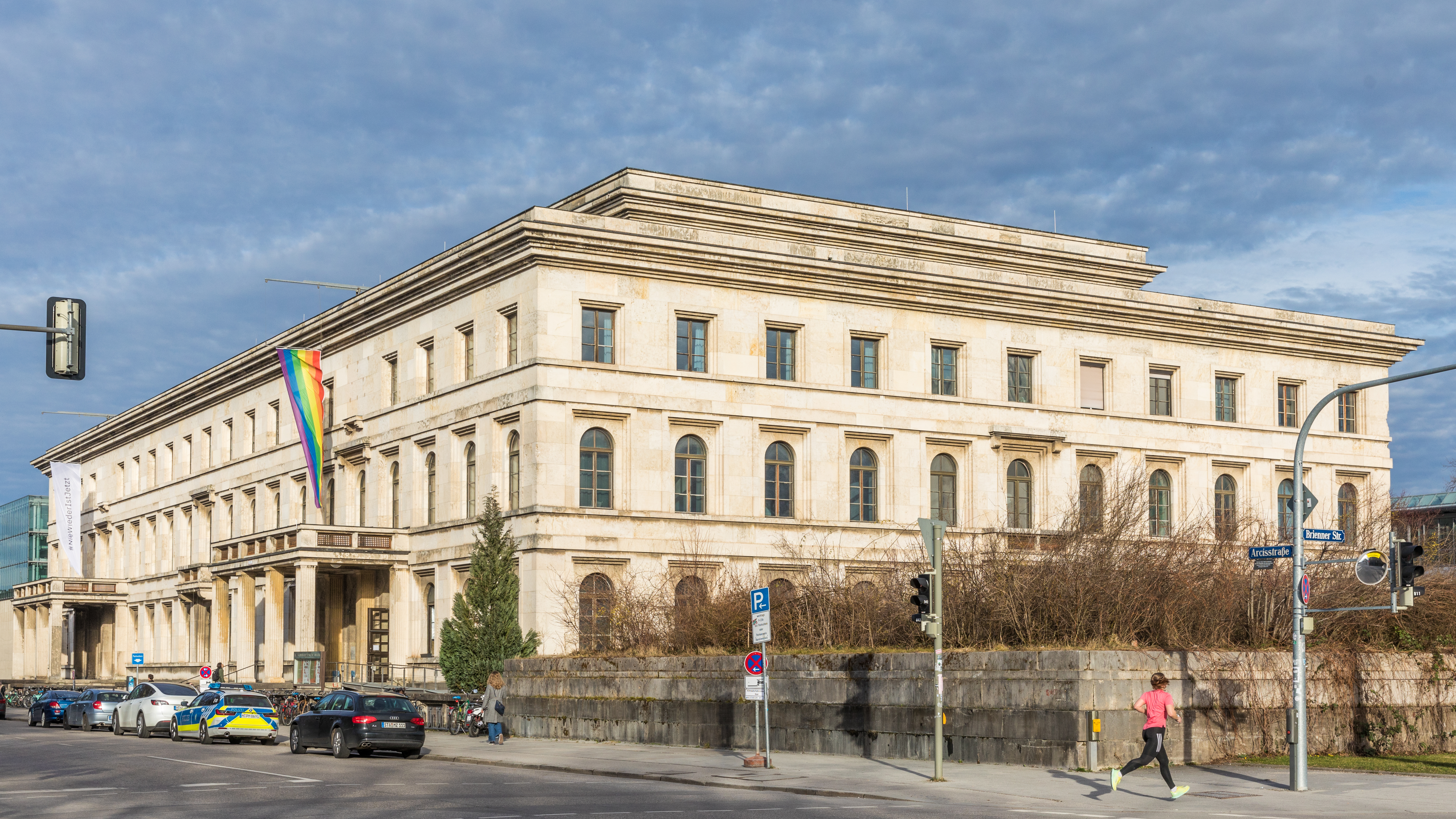
Führerbau

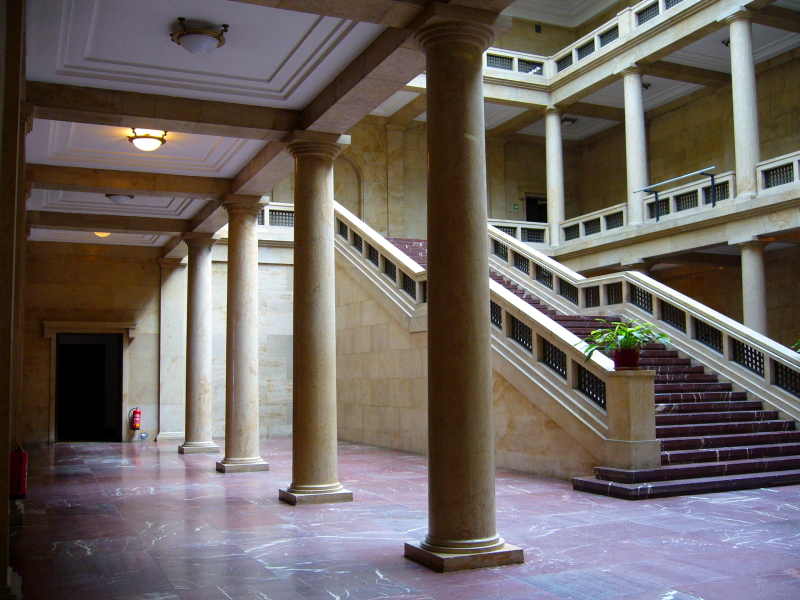
Führerbau

Führerbau i München byggdes 1933–1937 efter ritningar av arkitekten Paul Ludwig Troost. Den uppfördes på en fastighet som nazisterna tvingat professorn Alfred Pringsheim, som var av judiskt ursprung, att överlåta.
Byggnaden var representationsbyggnad för Adolf Hitler. I huset undertecknades Münchenöverenskommelsen 1938. Efter 1945 var byggnaden plats för insamlingen av konst som nazisterna stulit; bland annat Hermann Görings samling kom hit innan den återfördes till de rätta ägarna. Idag hyser byggnaden Hochschule für Musik und Theater München. 